# Француженка та кохання
«Француженка та кохання» (фр. La Française et l'Amour) — французька кінокомедія 1960 року, знята режисерами Мішелем Буароном, Крістіан-Жаком, Рене Клером, Анрі Декуеном, Жаном Деланнуа, Жаном-Полем Ле Шануа і Анрі Вернеєм.

## Сюжет
Сюжет фільму оповідає про сім етапів у житті французької жінки 1960-х років.
1 Дітинство. Семирічна дівчинка бажає дізнатися про таємницю народження. Її батьки не знають, як пояснити дитині таке делікатне питання.
2 Підліток. Шістнадцятирічна дівчина фліртує з кількома її залицяльниками. Батьки намагаються допомогти їй знайти правильний шлях.
3 Дівчина. Молодий чоловік хоче провести ніч зі своєю нареченою. Але дівчина не наважується, тож він вирішив почекати.
4 Шлюб. Дівчина вийшла заміж, але медовий місяць був зіпсований ревнощами.
5 Зрада. Розчарувавшись у шлюбі, жінка заводить коханця, але реакція чоловіка виявляється не тією, на яку вона очікувала.
6 Розлучення. Герої вирішують розлучитися, пообіцявши при цьому залишитися в дружніх відносинах.
7 Останній етап призначений тільки жінкам.

## У ролях
- Жан-Поль Бельмондо — головна роль
- П'єр-Жан Вайар — головна роль
- Жаклін Порель — головна роль
- Даррі Коул — головна роль
- Мішлін Дакс — головна роль
- Софі Демаре — другорядна роль
- Ноель Роквер — другорядна роль
- Полетт Дюбо — другорядна роль
- Жак Дюбі — другорядна роль
- Роже П'єр — другорядна роль
- П'єр Поле — другорядна роль
- Анні Сінілья — другорядна роль
- П'єр Монді — другорядна роль
- П'єр-Луї — другорядна роль
- Франсуа Ноше — другорядна роль
- Сімона Парі — другорядна роль
- Жан Десайї — другорядна роль
- Валері Лагранж — другорядна роль
- П'єр Мікаель — другорядна роль
- Ніколь Шолле — другорядна роль
- Марі-Тереза Орен — другорядна роль
- Жоелль Латур — другорядна роль
- Шарль Буйо — другорядна роль
- Поль Боніфас — другорядна роль
- Паскаль Мадзотті — другорядна роль
- Марі Жозе Нат — другорядна роль
- Клод Ріш — другорядна роль
- Ів Робер — другорядна роль
- Жак Фабрі — другорядна роль
- Жак Марен — другорядна роль
- Ален Буветт — другорядна роль
- Дані Робен — другорядна роль
- Поль Мьорісс — другорядна роль
- Клод П'єплю — другорядна роль
- Еліс Кесслер — другорядна роль
- Еллен Кесслер — другорядна роль
- Анні Жирардо — скетч «Розлучення»
- Франсуа Пер'є — другорядна роль
- Франсіс Бланш — другорядна роль
- Жан Пуаре — адвокат Мішеля
- Мішель Серро — адвокат Даніелле
- Деніз Грей — мама Даніелле
- Альфред Адам — суддя
- Мартін Кароль — Еліан Жирар
- Робер Ламурйо — пан Дезіре
- Жорж Шамара — другорядна роль
- Сільвія Монфор — другорядна роль
- Сімона Ренан — другорядна роль
- Сюзанн Ніветт — другорядна роль
- Люсьєн Гервіль — другорядна роль
- Бернар Мюссон — другорядна роль
- Ліліана Патрік — другорядна роль
- Поль Війє — другорядна роль
- Бібі Мора — другорядна роль
- Мартіна Ламбер — Жизель Базюш
- Гі-Анрі — другорядна роль
- Бриджитт Барб'є — другорядна роль
- Андре Тенсі — другорядна роль

## Знімальна група
- Режисери — Мішель Буарон, Крістіан-Жак, Рене Клер, Анрі Декуен, Жан Деланнуа, Жан-Поль Ле Шануа, Анрі Верней
- Сценаристи — Мішель Одіар, Рене Клер, Луїза де Вільморен, Жан-Поль Ле Шануа, Фелісьєн Марсо, Жак Робер, Франс Рош, Шарль Спаак, Аннетт Вадеман
- Оператор — Робер Лефевр
- Композитори — Жан Константен, Анрі Кролла, Жорж Дельрю, Норберт Гланцберг, Жозеф Косма, Поль Місракі
- Продюсер — Робер Воог